# Cino da Pistoia

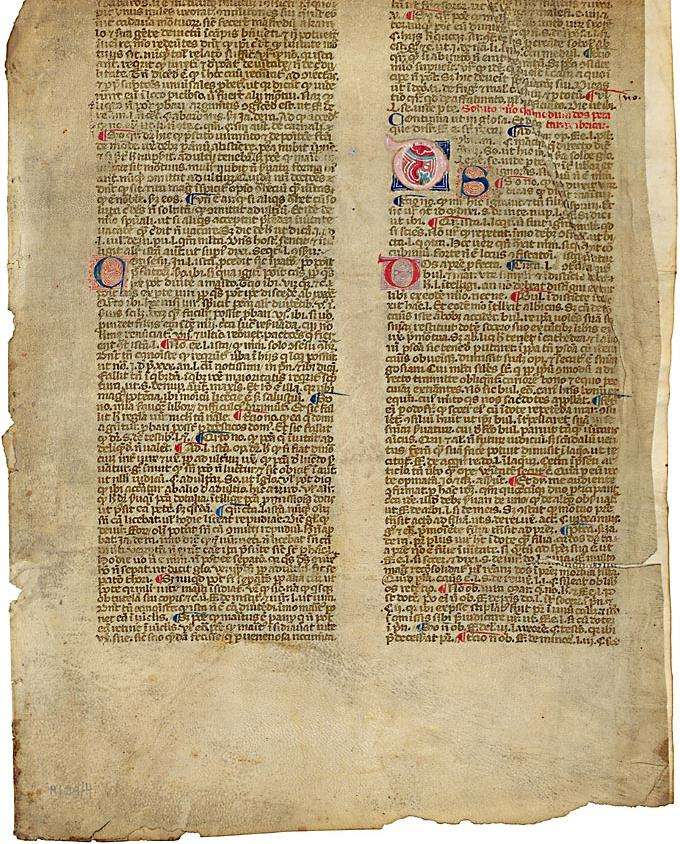
Lectura Codicis, 1. H. 14. Jh., Norwegische Nationalbibliothek, Sammlung Schøyen 209/04

Cino da Pistoia, mit vollem Namen Guittoncino di Francesco dei Sigisbuldi (oder Sighibuldi, Sinibuldi, Sinibaldi), lat. Cynus oder Cinus de Sigibuldis de Pistorio, Cinus Pistoriensis (* um 1270 vermutlich in Pistoia; † 24. Dezember 1336 oder 27. Januar 1337 in Pistoia) war ein italienischer Jurist und Dichter aus einem der vornehmsten Geschlechter Pistoias.

## Biographie und juristischer Werdegang
Cino studierte Zivilrecht in Bologna bei Dinus de Rossonis Mugellanus und Franciscus Acursii, einem der Söhne von Accursius. Auch ein Studium in Orléans hat man vermutet, es ist aber nicht durch Quellen belegt. Nach bestandenem Privatexamen, aber ohne Abschluss der Promotion und Doktorgrad, kehrte Cino wahrscheinlich 1300/1301 zurück nach Pistoia. Cinos Familie gehörte der papsttreuen „schwarzen“ Fraktion der Guelfen an, welchen Anteil er selbst an den zu dieser Zeit eskalierenden Parteienkämpfen in der Toskana nahm, ist nicht bekannt. Im Mai 1301 gelang es der Fraktion der „Weißen“, die Vertreter der Schwarzen aus Pistoia zu vertreiben, die sich daraufhin mit den übrigen, mittlerweile von Schwarzen dominierten Städten der Toskana und dem von Papst Bonifatius VIII. zur Unterstützung gerufenen Karl von Valois verbündeten und einen fünfjährigen Krieg um ihre Rückkehr führten. Auch Cino musste seine Vaterstadt 1303 verlassen und konnte erst 1306 zurückkehren, nachdem sich Pistoia nach elfmonatiger Belagerung Moroello Malaspina, Markgraf der Lunigiana, ergeben hatte. In den folgenden Jahren stellte sich Cino in den Dienst der kaiserlichen Partei und betrieb 1310–1313 als Assessor Ludwigs II. von Savoyen die Sache des Luxemburgers Heinrich VII. Nach dem Tod des Kaisers († 24. August 1313), den er in seiner an Guido Novello gerichteten Kanzone Da poi che la natura ha fine posto (Nr. 163) beklagte, nahm Cino seine Studien in Bologna wieder auf. Er wurde am 9. Dezember 1314 in Bologna zum Doctor legum promoviert und veröffentlichte im selben Jahr sein juristisches Hauptwerk, die Lectura Codicis, einen Kommentar zum Codex Iustinianus, mit dem er der von Frankreich (Orléans) ausgehenden Rechtsschule der „Kommentatoren“ auch in Italien Geltung verschaffte.
In den folgenden Jahren praktizierte Cino als Assessor des Podestà von Siena (1314–1315), wo er auch als Syndikus amtierte (1318/19), und als Rechtsberater und Assessor des päpstlichen Rektors der Mark Ancona in Macerata und Camerino (1320–1321). Am 29. September 1321 nahm er für ein Gehalt von 200 Goldflorinern eine Lehrtätigkeit an der Universität von Siena auf, die er bis 1323 beibehielt und nach einem kurzen Aufenthalt in Florenz (November 1323 bis April 1324) für ein erhöhtes Gehalt von 280 Florinern von Herbst 1324 bis 1326 weiterführte. Neben dieser Lehrtätigkeit blieb er zugleich als Praktiker mit Consilien und Gutachten tätig. Ende 1326 wechselte er nach Perugia, zunächst als Rechtsberater der Kommune und dann von 1328 bis 1330 als Ordinarius für Zivilrecht mit zusätzlichen Lehraufträgen. Das Gehalt war in der Anfangszeit geringfügig niedriger als zuvor in Siena (250 Floriner für das Ordinariat, 25 Floriner für eine zusätzliche Beauftragung). Während dieser Zeit nahm auch der damals vierzehnjährige Bartolus de Saxoferrato sein Studium in Perugia auf und wurde Schüler Cinos. Nach einem Aufenthalt in Neapel 1330 oder 1331, wo er auf Einladung von Robert von Anjou Vorlesungen hielt, sowie einem erneuten Aufenthalt in Florenz (1332) lehrte Cino wieder in Perugia (1332–1333) und dann in Bologna (1333–1334). 1334 kehrte er zurück nach Pistoia und wurde dort zum Gonfaloniere gewählt, trat das Amt aber nicht an.
Cino war verheiratet mit Margherita di Lanfranco degli Ughi, die ebenfalls einer namhaften Familie aus Pistoia angehörte. Aus der Verbindung gingen ein Sohn und vier Töchter hervor.
Sein Grab befindet sich im Dom von Pistoia, geschmückt durch ein Marmorgrabmal von Agostino di Giovanni, das zu den bedeutenden Skulpturenwerken der italienischen Spätgotik zählt.

## Cino als Dichter
Cino gehörte einem Milieu vielseitig gelehrter und auch in der volkssprachlichen Dichtung versierter Juristen und Mediziner an, das in der zweiten Hälfte des 13. Jahrhunderts ein Zentrum in Bologna besaß und auf die Kultur ganz Norditaliens und der Toskana ausstrahlte. Von Cino sind 20 Kanzonen, 11 Balladen und 134 Sonette erhalten, hinzu kommen mehrere Gedichte, bei denen die Zuschreibung zweifelhaft ist.
Seine Dichtung ist überwiegend Liebesdichtung in der Manier des Dolce Stil Novo, geschult in den Vorbildern der okzitanischen Trobadordichtung und der Sizilianischen Dichterschule, und thematisch zentriert um die Macht Amors, wobei Cino in geringerem Maß als Guido Cavalcanti oder Dante Wert auf Schwierigkeit des Ausdrucks und philosophische Überhöhung des Themas legt. Die Dame, die er in vielen seiner Gedichte als Selvaggia (mit den Bedeutungen „Wilde, Ungebändigte, Grausame“) besingt und deren Tod er in der Kanzone Oimè, lasso, quelle trezze bionde (Nr. 123) und dem Sonett Io fu’ ’n su l’alto e ’n sul beato monte (Nr. 124) betrauert, hat man zumeist mit einer Tochter von Lippo oder Filippo Vergiolesi identifizieren wollen, einem Anführer der Weißen von Pistoia, der sich nach der Niederlage von 1306 in sein Bergkastell Sambuca (1309 verkauft an die Kommune Pistoia) zurückzog: ebendort will man dann auch den „beato monte“ („seligen Berg“), die „aspri monti“ („rauhen Berge“) und „duri sassi“ („harten Felsen“) lokalisieren, die Cino als Schauplatz von Selvaggias Tod und seiner späteren Trauer besingt.
Einen bedeutenden Anteil an seinem Werk haben die Briefgedichte und Tenzonen, die Cino mit anderen Dichtern seiner Zeit ausgetauscht hat. Unter seinen Korrespondenten befinden sich Onesto degli Onesti (genannt Onesto da Bologna, Nr. 132–136), ein Cacciamonte (Nr. 137), Picciòlo da Bologna (Nr. 138), Mula da Pistoia (auch Mula de’ Muli, Nr. 139), Bernardo da Bologna (Nr. 140, 170), Gherarduccio da Bologna (Nr. 141–144), Meuccio (wahrscheinlich Meo dei Tolomei, Nr. 145), Gherardo da Reggio (Nr. 146), Cecco d’Ascoli (Nr. 147), Guelfo Taviani (Nr. 148–149), Binduccio da Firenze (Nr. 150) und Marino Ceccoli (Nr. 162), aber auch die beiden toskanischen Wortführer des Dolce Stil Novo, Guido Cavalcanti (Nr. 131) und Dante (Nr. 125–130, vgl. 164).

### Cino und Guido Cavalcanti
Cinos Sonett an Cavalcanti (Nr. 131) ist die scharfe Antwort auf einen Plagiatsvorwurf, der im Werk Cavalcantis selbst nicht erhalten ist. Die auf Cavalcanti gemünzten Worte Cinos „ch’io non sono artista, / né cuopro mia ignoranza con disdegno, / ancor che ’l mondo guardi pur la vista“ (131,9–11; „dass ich kein Artist [d.h. kein Mitglied der Artistenfakultät] bin, / und auch nicht meine Unwissenheit mit Arroganz bemäntele, / obwohl die Welt nur den äußeren Anschein beachtet“) hat man in der Danteforschung zuweilen als Anspielungshintergrund bewertet für die vielumrätselten Verse Dantes, mit denen dieser sich im Inferno gegenüber dem Vater Cavalcantis von einem „sdegno“ (Arroganz, Verachtung) des Sohnes distanziert (Inf. 10,61–63).

### Cino und Dante
Für Dante war Cino unter den von ihm thematisierten Dichtern zunächst der „Freund“ schlechthin, nächst dem „primo amico“ Cavalcanti. In seiner Schrift De vulgari eloquentia, entstanden während der ersten Jahre von Dantes Exil (um 1304), führt Dante Cino und „dessen Freund“, das heißt sich selbst, als herausragende Beispiele für „süßes und subtiles“ Dichten in der Volkssprache an (qui dulcius et subtilius poetati vulgariter sunt Dve I, x, 2). Ebendort würdigt er bei der Unterscheidung der drei Hauptgattungen volkssprachlicher Dichtung – eingeteilt nach den hierarchisch aufsteigend gedachten Themenbereichen Kampf, Liebe und Tugend – Cino als exemplarischen Vertreter italienischer Liebesdichtung (Dve II, ii, 9), während Dante sich selbst (den „amicus eius“) als Vertreter des in der Gattungshierarchie höchsten Genus, des Dichtens über ethisch-moralische „rectitudo“, präsentiert.
Die Beziehung zwischen Dante und Cino könnte auf einen möglichen Studienaufenthalt Dantes in Bologna (1287?) zurückgehen oder auch schon früher begonnen haben. In der Autorschaft unsicher und heute meist nicht mehr Cino, sondern Terino da Castelfiorentino zugeschrieben wird das um 1283/84 anzusetzende Sonett Naturalmente chere ogni amadore, das neben den Antworten Cavalcantis und Dante da Maianos zu den Antwortsonetten auf das von Dante später als erstes Sonett in die Vita nova (cap. III) aufgenommene A ciascun'alma presa e gentil core gehört: letzteres hatte Dante den „famosi trovatori“ („berühmten Dichtern“) seiner Zeit vorgelegt, um ihr Urteil über die darin geschilderte Traumvision einzuholen, und mit den erhaltenen Antworten setzt er auch den Beginn seiner Freundschaft mit Cavalcanti an. Sicher Cino zuzuschreiben ist dagegen eine Kanzone auf den Tod von Dantes Beatrice (Nr. 125), die demnach um 1290 anzusetzen ist.
Von Cino und Dante sind außerdem drei Sonetten-Wechsel erhalten. Der erste (Nr. 126–127; Dante: Rime 94–96) fällt vermutlich ebenfalls noch in die Zeit vor der Jahrhundertwende (1298?). Die beiden anderen hingegen gehören inhaltlich in die Zeit von Cinos Exil. Im einen Fall (Nr. 128; Dante: Rime 111) hatte Dante seiner Antwort auch noch einen lateinischen Brief vorangestellt (Epist. III), der den Empfänger ebenso wie den Absender beide als politische Exilanten apostrophiert und demnach in der Zeit von 1303 bis 1306 entstand. Im anderen Fall (Nr. 129–130; Dante: Rime 113–114) hatte Dante auf ein von Cino an Moroello Malaspina gerichtetes Sonett zunächst im Namen des Markgrafen und dann im eigenen Namen geantwortet. Dieser Wechsel könnte auch nach 1306 noch entstanden sein, da die in Cinos Antwortgedicht gegebene Exilthematik auch in übertragenem Sinn gemeint sein könnte. In dieser mutmaßlich letzten Korrespondenz drückt sich bereits eine Entfremdung auf Seiten Dantes aus, wenn dieser im Namen Malaspinas das „wechselhafte Herz“ (volgibile cor) Cinos tadelt und im eigenen Namen sich nicht nur von der früheren gemeinsamen Praxis der Liebesdichtung distanziert, sondern auch mit dem Ratschlag schließt, dass Cino sein leichtfertiges Herz der Zucht der Tugend unterwerfen möge, „so dass die Taten übereinstimmen mögen mit den lieblichen Worten“ (sì che s’accordi i fatti a’ dolci detti).
Beide verfolgten als Parteigänger Heinrichs VII. zeitweise ein gemeinsames politisches Ziel, doch hat Dante Cino in seinen Werken nicht mehr erwähnt, auch in der Commedia nicht, die ansonsten zahlreiche lebende und verstorbene Dichterkollegen würdigt. Es wird deshalb angenommen, dass er Cinos politische Resignation und den Gesinnungswandel nach dem Tod Heinrichs missbilligt habe. Cino hat nichtsdestoweniger dem Tod des früheren Freundes die Kanzone Su per la costa, Amor, de l’alto monte (Nr. 164) gewidmet. Erhalten sind allerdings auch drei dantekritische Sonette (In verità questo libel di Dante, Infra gli altri difetti del libello = Nr. 186 und Messer Bosone, lo vostro Manoello), bei denen die Zuschreibung an Cino lange Zeit als zweifelhaft galt, aber in jüngerer Zeit von L. C. Rossi (1988) wieder befürwortet wurde.

### Cino und Boccaccio
Es ist möglich, aber nicht belegt, dass Cino während seines Aufenthalts in Neapel (1330–1331) auch Boccaccio kennenlernte. Dieser war aber zumindest mit Cinos Dichtungen vertraut. Er zitiert dessen Kanzone La dolce vista e ’l bel guardo soave (Nr. 111) im fünften Canto seines vier Jahre später (um 1335) ebenfalls noch in Neapel entstandenen Il Filostrato (V, 62–65), und er lässt Cino von Filostrato in der Vorrede zum vierten Tag des Decameron zusammen mit Guido Cavalcanti und Dante positiv würdigen als Beispiele für ehrbare Liebhaber, die sich noch in hohem Alter mit Liebesangelegenheiten befassten.

### Cino und Petrarca
Bedeutung als literarisches Vorbild gewann Cino besonders für Petrarca, auch wenn die beiden sich nicht nachweisbar persönlich begegnet sind. Petrarca beklagt in seinem Canzoniere den Tod des „’l nostro amoroso messer Cino“ in einem eigenen Sonett (RVF 92), und im Klagesonett auf Sennuccio del Bene († 1349) trägt er dem Verstorbenen auf, im Venushimmel der großen Liebenden (umschrieben als „la terza spera“) den verstorbenen Dichterkollegen Guittone d’Arezzo († 1294), „messer Cino“, Dante und Franceschino degli Albizzi († 1348) Grüße auszurichten (RVF 287). Gemeinsam mit diesen und weiteren Dichtern sowie Beatrice werden Cino und seine Selvaggia auch in den Trionfi Petrarcas angeführt (Triumphus Cupidinis IV, 31–32). Die subtilste Würdigung findet sich in der Kanzone Lasso me, ch’i’ non so in qual parte pieghi (RVF 70), in der Petrarca im Schlussvers jeder Strophe ein großes dichterisches Vorbild und in der Schlussstrophe sich selbst zitiert: dort wird außer Arnaut Daniel (bzw. einem diesem irrtümlich zugeschriebenen Gedicht), Guido Cavalcanti und Dante auch Cino mit dessen Kanzone La dolce vista e ’l bel guardo soave (Nr. 111) angeführt, und zwar in der vorletzten Strophe, was in der Gradation der Zitate eine Bevorzugung Cinos gegenüber den drei übrigen impliziert.

## Eponyme
Der am 22. August 2000 entdeckte Asteroid (36446) Cinodapistoia wurde 2005 nach ihm benannt.

## Ausgaben
- Text der Rime in: Mario Marti (Hrsg.): Poeti del Dolce stil nuovo. Le Monnier, Florenz 1969, S. 431–923.
- Cyni Pistoriensis, iurisconsulti praestantissimi, in codicem, et aliquot titulos primi Pandectorum tomi, id est, Digesti veteris, doctissima Commentaria ... Sigismund Feyerabendt, Frankfurt am Main 1578, (Nachdruck unter dem Titel: Cyni Pistoriensis lectura super codice. Curavit G. Polara. 2 Bände. Il Cigno Galileo Galilei, Rom 1998).
- Cyni Pistoriensis In Codicem et aliquot titulos primi Pandectorum tomi, id est Digesti veteris, doctissima commentaria... nunc summarijs amplius tertia parte auctis ... emendatius quam antea excusa, a ... Nicolao Cisnero ... correcta, et illustrata ... Sigismund Feyerabendt, Frankfurt am Main 1578, (Nachdruck: 2 Bände. Bottega d'Erasmo, Turin 1964).
- Gennaro Maria Monti (Hrsg.): Cino da Pistoia: Le Quaestiones e i Consilia (= Orbis Romanus. Biblioteca di testi medievali. Bd. 13 (recte: 14)). Vita e Pensiero, Mailand 1942.
- William M. Bowsky: A New Consilium of Cino da Pistoia (1324): Citizenship, Residence, and Taxation. In: Speculum. Bd. 42, Nr. 3, 1967, S. 431–441, doi:10.2307/2851141.
- Giovanni Tellini (Hrsg.): Cino da Pistoia: De successione ab intestato. Riprodotto dell'edizione stampata a Colonia dalla Tipografia del Dictys Historia Troiana circa il 1470. s. n., Pistoia 1970 (Nachdruck der Ausgabe Tip. del Dictys, Köln, um 1470)

## Werke
- Lectura in Codicem. [Compagnie des Libraires de Lyon], Lugduni 1547 (Latein, beic.it).
- Rime. Istituto Editoriale Italiano, Milano 1862 (italienisch, beic.it).

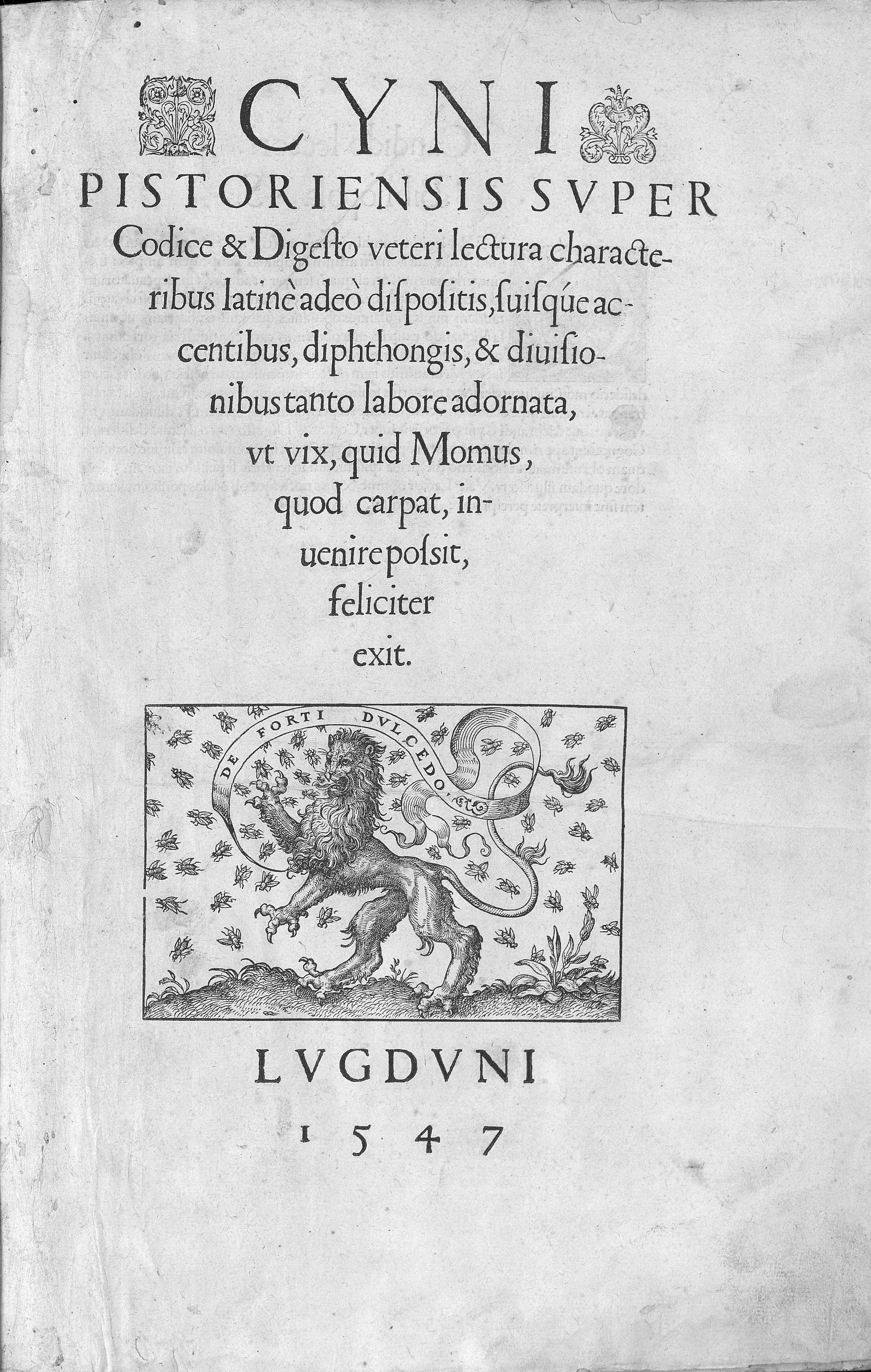
Lectura in Codicem, 1547
- Le rime, 1862